# Chuyên gia tư vấn hẹn hò
Chuyên gia tư vấn hẹn hò là người hướng dẫn và đưa ra các sản phẩm và dịch vụ để cải thiện buổi hẹn hò và trong các mối quan hệ cho khách hàng. Thông qua các buổi thảo luận, đóng vai, hành vi mẫu mực, và những lời tư vấn khác. Một người chuyên gia tư vấn hẹn hò đào tạo các khách hàng cách gặp gỡ và tạo ấn tượng với người yêu của họ. Các chuyên gia tư vấn hẹn hò có thể sẽ tập trung vào các chủ đề quan trọng về nghệ thuật hẹn hò: các kỹ năng giao tiếp, tán tỉnh, tâm lý học, xã hội học, tính tương đồng, thời trang, và các hoạt động giải trí. Do trở thành chuyên gia tư vấn hẹn hò không cần bằng, những phương pháp của họ rất khác nhau.

## Phương pháp
Các chuyên gia tư vấn hẹn hò đưa ra nhiều dịch vụ đa dạng như là các cuốn sách online, bản tin, tư vấn riêng, các buổi hội thảo nhỏ, và các buổi thảo luận cuối tuần. Tư vấn 1-1 có thể bao gồm tư vấn và thực hành thật tế, bao gồm thực hành tán tỉnh hoặc đi chơi thực tập cùng người tư vấn với giới tính mà khách hàng thích và được đánh giá trong suốt buổi thực tập đó. Họ khác với những người làm mai mối bởi vì họ hướng dẫn khách hàng tìm ra cách làm chủ cuộc hẹn trong khi những người làm mai sắp xếp các buổi hẹn cho khách hàng. Các chuyên gia tư vấn có những phong cách tư vấn và các chương trình khác nhau, có thể bao gồm những lời khuyên cho nghệ thuật giao tiếp, những lời nói cưa cẩm, làm sao để ăn mặc đẹp, cách tiếp xúc tinh tế, khoa học của tình yêu, và những thứ khác có thể giúp cải thiện các buổi hẹn hò. Một số các chuyên gia tư vấn khác đưa ra các hướng dẫn làm sao để hẹn hò với nhiều người khác nhau cùng một lúc mà không bị phát hiện. Những mẹo phổ biến của các chuyên gia tư vấn hẹn hò bao gồm sự quyết định cần thiết trong những gì mà bạn đang tìm kiếm và duy trì suy nghĩ tích cực. Một số những chuyên gia tư vấn tuyên bố họ hiểu những gì phụ nữ muốn.
Một số chuyên gia tư vấn hẹn hò chuyên giúp đỡ về hẹn hò trên mạng. Nó có thể bao gồm giúp đỡ khách hàng viết lại thông tin cá nhân của họ trên mạng để đạt được những kết quả tốt hơn, mở đầu cuộc đối thoại bằng email, đi chụp những bức hình chuyên nghiệp, và vân vân.

## Các buổi hội thảo hẹn hò
Các buổi hội thảo hẹn hò được chủ trì bởi các chuyên gia tư vấn thuộc công ty thương mại tư vấn hẹn hò. Trong các buổi hội thảo đó, những chuyên gia tư vấn hướng dẫn khách hàng cách gặp được người yêu ưng ý. Đôi khi các chuyên gia tư vấn hẹn hò cùng với khách hàng đi ra ngoài để chinh phục các cô gái. Phương pháp hướng dẫn này liên quan chặt chẽ với nghệ thuật tán gái và các công ty cung cấp dịch vụ đó.
Những buổi hội thảo về hẹn hò khác nhau có những phương pháp khác nhau. Các buổi hội thảo hẹn hò Công giáo, ví dụ, có thể nhấn mạnh sự khác nhau giữa tình yêu và tình dục và hiểu được giá trị bản thân. Các buổi hội thảo hẹn hò Hồi giáo cũng có thể tập trung hướng dẫn làm sao để tìm được tình yêu đích thực mà không vi phạm đạo lý tôn giáo.

## Kỳ thị
Chuyên gia tư vấn hẹn hò thường bị kỳ thị. Nhiều người nghĩ rằng tư vấn tình yêu là tự hạ mình và vô đạo đức trong khi nhiều người khác tin rằng đó là chuyện bất khả thi. Những nhà phê bình cho rằng đa số người bình thường tìm kiếm những lời khuyên về tình yêu nhưng tranh luận rằng tư vấn tình yêu chuyên nghiệp khác với những lời khuyên nghiệp dư trong phạm vi chủ đề và ngữ cảnh. Một số khác cảm thấy rằng những thử thách trong hẹn hò không dành cho những tư vấn nghiệp dư, các quy tắc lộn xộn trong các buổi hẹn hò và các tín hiệu xã hội tổng hợp bắt buộc phải có sự chỉ dẫn. Hơn nữa, họ cảm thấy rằng những chướng ngại vật trong tình yêu khác với những chướng ngại vật khác trong cuộc sống cho nên các tư vấn trong hẹn hò có thể đạt được những lợi ích đặc biệt. Nhiều người bàn luận rằng những quy tắc xã hội đang thay đổi hiện là thử thách cho những người đàn ông. Sự bền vững của các mối quan hệ đang dần bị phai mờ, sự gợi cảm và sự khéo léo trong mối quan hệ có thể cần thiết để bù cho những đặc điểm truyền thống bị mất giá trị như là tính làm việc siêng năng hoặc có thu nhập ổn định và tốt.
Hiện tại sự kỳ thị đối với các chuyên gia tư vấn hẹn hò đang giảm dần. Cả hai bộ phim Hitch (có sự xuất hiện của Will Smith)  và show truyền hình thực tế The Pick-up Artist chỉ ra sự nhận thức về sự tồn tại của các chuyên gia tư vấn hẹn hò và khả năng của họ trong xã hội đang tăng dần. Tuy nhiên, dựa theo Salon, đa số các đàn ông muốn biết cách tán gái qua cách đọc sách thay vì đến tư vấn các chuyên gia. Họ có thể cố tình hoặc vô tình quen phụ nữ với mục đích giải trí.